# Джордж Бест
Джордж Бест (англ. George Best; 22 травня 1946, Белфаст — 25 листопада 2005, Лондон) — північноірландський футболіст. Діяв на позиції атакувального півзахисника, прославився виступами за «Манчестер Юнайтед». Дворазовий чемпіон Англії, володар Кубка європейських чемпіонів 1968. Отримав «Золотий м'яч» 1968 року. Найкращий гравець Північної Ірландії усіх часів. Міжнародна федерація футбольної історії та статистики включила Беста до 20 найсильніших футболістів XX сторіччя.

## Юні роки
Народився у Белфасті, столиці Ольстеру. У дитинстві відвідував ігри клубу місцевого «Ґленторана». Коли мав 14 років, його не взяли до цієї команди, бо вважали, що Бест «надто худий і маленький».
У 15-річному віці талановитого хлопця помітили представники «Манчестер Юнайтед» і футболіст підписав з клубом любительський контракт.
14 вересня 1963 17-річний Бест вперше виходить у головній команді МЮ у матчі проти «Вест Бромвіча» (1:0). Вже у наступній грі він забиває перший гол за «Манчестер». У 1964 році дебютує у національній збірній Пн. Ірландії.
У 1965 році «Манчестер Юнайтед» стає чемпіоном Англії: крім юного Джорджа Беста у команді вирізнялися грою капітан і плеймейкер Боббі Чарлтон та нападник Деніс Лоу. Тренував манчестерців Метт Басбі.
Джордж покоряв трибуни феноменальною технікою володіння м'ячем, дриблінгом і точними ударами з обох ніг — Бест однаково добре бив лівою та правою. Попри те, що був форвардом, він часто допомагав обороні, відмінно грав головою і, що найголовніше, забивав багато голів. У сезоні 1965/66 в розіграші КЄЧ нападник забив у Лісабоні 2 голи «Бенфіці» і англійський клуб розгромив господарів 5:1. Португальська преса у захопливих тонах описувала гру юнака і назвала його «El Beatle» — у середині 1960-х років в Англії та Європі прізвисько «п'ятий бітл» означало найвищий ступінь похвали.
У 1967 році МЮ знову стає чемпіоном Англії та отримує можливість боротися за Кубок європейських чемпіонів. У травні 1968 року команда виходить до фіналу, де зустрілася з «Бенфікою» (Лісабон). Основний час завершився нічиєю 1:1 — було призначено додатковий час. На перших хвилинах дод. часу Бест після контратаки на швидкості обійшов португальських захисників і забив переломний гол. Після цього англійці, яких підтримували трибуни (фінал проходив на стадіоні «Вемблі» у Лондоні), дотиснули суперника, провівши ще 2 м'ячі — 4:1.
Сезон 1967/68 став надзвичайно успішним для Джорджа Беста — окрім здобуття Кубка чемпіонів нападник встановив рекорд клубу, забивши аж 28 голів у чемпіонаті Англії (плюс 1 у Кубку Англії та 3 у єврокубках). Це бомбардирське досягнення зумів перевершити тільки через 40 років Кріштіану Роналду у сезоні 2007/08 (обидва виступали у клубі під номером «7»).
У кінці 1968 року 22-річний футболіст отримав «Золотий м'яч» — приз найкращому футболістові Європи.
Але після цього піку, після 1968 року у «Манчестер Юнайтед» почалася зміна поколінь, результати значно погіршились, а команда виступала вкрай нестабільно.

## Характер
Джордж Бест став одним з перших суперзірок британського футболу — до кінця 1960-х років футбол був просто грою, а футболісти — спортсменами. З 70-х років почалося різке збільшення зарплат, а найвідоміші європейські футболісти навчилися отримувати зиск зі своєї слави.
Він не мав великої сили волі і після ігор розслаблявся у барі, не зважаючи на дисципліну. Симпатичний і молодий футболіст охоче фотографувався для модних журналів, отримував сотні листів від прихильниць, любив залицятися до дівчат і почав носити довге волосся — відповідно до молодіжної моди кінця 1960-х років. У жовтні 2007 року американський журнал GQ назвав Джорджа Беста одним з 50 найстильніших чоловіків останнього 50-ліття.
|  | Якби я народився потворним, світ ніколи не почув би про Пеле |

Бест був приємним та відкритим у спілкуванні, але випивав дедалі частіше і ставав непередбачуваним. Через недисциплінованість нападника його потенціал і талант було реалізовано не повністю.
Яскравим є приклад з початку 1970 року — у січні Беста дискваліфікували на місяць за те, що після суперечливого рішення він просто вибив м'яч із рук арбітра. А 7 лютого 1970 року він повернувся на поле і вже у першій грі забив 6 голів у кубковому матчі з «Нортгемптоном» (8:2) — одна із найкращих ігор у його кар'єрі. Також свій талант і запал він показав у 1976 році під час гри у барвах національної збірної з голландцями у Роттердамі. У складі господарів зіркою був Йоган Кройф — один з найкращих футболістів планети. На 5-й хв. гри Бест отримав м'яч, обіграв одного за одним 3 голландців і побіг до Кройфа, якому технічно прокинув м'яча поміж ноги і швидко оббіг, переможно піднявши догори руки. Цей випадок добре ілюструє характер талановитого північноірландця.

## Завершення кар'єри футболіста
У січні 1974 року покинув «Манчестер Юнайтед». Останньою грою став поєдинок 1 січня 1974 року проти КПР (поразка 0:3).
У збірній Північної Ірландії він не мав достойних партнерів — команда була звичайним середняком європейського футболу. Збірна у часи Беста не зуміла потрапити ні до чемпіонату світу ні до чемпіонату Європи. Всього у національній команді Пн. Ірландії нападник провів 37 поєдинків і забив 9 голів.
Наприкінці 70-х зірку активно запрошували до клубів усього світу. Бест провів по кілька ігор у командах з Південно-Африканської Республіки, Ірландії, Шотландії, США і Австралії. Після 2 тижнів у в'язниці (за водіння у нетверезому стані та образу поліцейського) у 1984 році залишив футбол.
|  | У 1969 році я кинув пити і залицятися до жінок. То були найгірші 20 хвилин мого життя |

## Алкогольна залежність
З початку 1980-х років почав лікуватися від алкогольної залежности. Інколи потрапляв у скандальні ситуації, як наприклад, у 1990 році, коли з'явився на телеканалі Бі-Бі-Сі п'яним та нецензурно лаявся у прямому ефірі.
У 2000 році йому поставлено діагноз цирозу печінки. Беста було шпиталізовано, у червні 2002 року проведено пересадку печінки. Після виходу з лікарні деякий час утримувався від спиртного, але потім знову «запив». Восени 2005 потрапив до лікарні Кромвеля (Лондон). Імунна система організму була дуже ослаблена ліками, які мали перешкодити відторгненню нової печінки. 25 листопада 2005 року Джордж Бест помер від пневмонії. На похорон видатного гравця у Белфасті прийшло близько 100 000 людей.

## Шана
У 1987 р. англійський рок-гурт «The Wedding Present» назвав свій дебютний альбом «Джордж Бест» — фото футболіста красувалося на обкладинці.
Коли у 1999 році Королівська пошта Великої Британії влаштувала опитування для визначення найкращого гравця в історії британського футболу, марки з чиїм зображенням планували виготовити, досить несподівано вболівальники назвали найкращим не Стенлі Метьюза чи Боббі Чарлтона, а Джорджа Беста.
У 2005 році випущено банкноту номіналом 5 фунтів стерлінгів із зображенням Беста — він став одним із перших футболістів в історії, хто удостоївся честі бути намальованим на банкнотах. У 2006 році белфастський аеропорт було названо на честь Джорджа Беста.

## Статистика виступів

### Статистика клубних виступів
| Сезон                                | Команда                              | Чемпіонат                            | Чемпіонат | Чемпіонат | Національний кубок | Національний кубок | Національний кубок | Континентальні кубки | Континентальні кубки | Континентальні кубки | Інші змагання | Інші змагання | Інші змагання | Усього | Усього |
| Сезон                                | Команда                              | Ліга                                 | Ігор      | Голів     | Ліга               | Ігор               | Голів              | Ліга                 | Ігор                 | Голів                | Ліга          | Ігор          | Голів         | Ігор   | Голів  |
| ------------------------------------ | ------------------------------------ | ------------------------------------ | --------- | --------- | ------------------ | ------------------ | ------------------ | -------------------- | -------------------- | -------------------- | ------------- | ------------- | ------------- | ------ | ------ |
| 1963–64                              | «Манчестер Юнайтед»                  | 1Д                                   | 17        | 4         | КА                 | 7                  | 2                  | КВК                  | 2                    | 0                    | -             | -             | -             | 26     | 6      |
| 1964–65                              | «Манчестер Юнайтед»                  | 1Д                                   | 41        | 10        | КА                 | 7                  | 2                  | КЯ                   | 11                   | 2                    | -             | -             | -             | 59     | 14     |
| 1965–66                              | «Манчестер Юнайтед»                  | 1Д                                   | 31        | 9         | КА                 | 5                  | 3                  | КЧ                   | 6                    | 4                    | СА            | 1             | 1             | 43     | 17     |
| 1966–67                              | «Манчестер Юнайтед»                  | 1Д                                   | 42        | 10        | КА + КЛ            | 2+1                | 0+0                | -                    | -                    | -                    | -             | -             | -             | 45     | 10     |
| 1967–68                              | «Манчестер Юнайтед»                  | 1Д                                   | 41        | 28        | КА                 | 2                  | 1                  | КЧ                   | 9                    | 3                    | СА            | 1             | 0             | 53     | 32     |
| 1968–69                              | «Манчестер Юнайтед»                  | 1Д                                   | 41        | 19        | КА                 | 6                  | 1                  | КЧ                   | 6                    | 2                    | МКК           | 2             | 0             | 55     | 22     |
| 1969–70                              | «Манчестер Юнайтед»                  | 1Д                                   | 37        | 15        | КА + КЛ            | 7+8                | 6+2                | -                    | -                    | -                    | -             | -             | -             | 50     | 23     |
| 1970–71                              | «Манчестер Юнайтед»                  | 1Д                                   | 40        | 18        | КА + КЛ            | 2+6                | 1+2                | -                    | -                    | -                    | КВ            | 3             | 1             | 51     | 22     |
| 1971–72                              | «Манчестер Юнайтед»                  | 1Д                                   | 40        | 18        | КА + КЛ            | 7+6                | 5+3                | -                    | -                    | -                    | КВ            | 1             | 1             | 54     | 27     |
| 1972–73                              | «Манчестер Юнайтед»                  | 1Д                                   | 19        | 4         | КЛ                 | 4                  | 2                  | -                    | -                    | -                    | -             | -             | -             | 23     | 6      |
| 1973–74                              | «Манчестер Юнайтед»                  | 1Д                                   | 12        | 2         | -                  | -                  | -                  | -                    | -                    | -                    | -             | -             | -             | 12     | 2      |
| Усього за «Манчестер Юнайтед»        | Усього за «Манчестер Юнайтед»        | Усього за «Манчестер Юнайтед»        | 361       | 137       |                    | 70                 | 30                 |                      | 34                   | 11                   |               | 8             | 3             | 473    | 181    |
| 1975–76                              | «Стокпорт Каунті»                    | 4Д                                   | 3         | 2         | -                  | -                  | -                  | -                    | -                    | -                    | -             | -             | -             | 3      | 2      |
| 1975–76                              | «Корк Селтік»                        | ПД                                   | 3         | 0         | -                  | -                  | -                  | -                    | -                    | -                    | -             | -             | -             | 3      | 0      |
| 1976                                 | «Лос-Анджелес Ацтекс»                | NASL                                 | 23+1      | 15+0      | -                  | -                  | -                  | -                    | -                    | -                    | -             | -             | -             | 24     | 15     |
| 1976–77                              | «Фулгем»                             | 2Д                                   | 32        | 6         | КА + КЛ            | 2+3                | 0+2                | -                    | -                    | -                    | -             | -             | -             | 37     | 8      |
| 1977                                 | «Лос-Анджелес Ацтекс»                | NASL                                 | 20+5      | 11+2      | -                  | -                  | -                  | -                    | -                    | -                    | -             | -             | -             | 25     | 13     |
| 1977–78                              | «Фулгем»                             | 2Д                                   | 10        | 2         | -                  | -                  | -                  | -                    | -                    | -                    | -             | -             | -             | 10     | 2      |
| 1978                                 | «Лос-Анджелес Ацтекс»                | NASL                                 | 12        | 1         | -                  | -                  | -                  | -                    | -                    | -                    | -             | -             | -             | 12     | 1      |
| Усього за «Лос-Анджелес Ацтекс»      | Усього за «Лос-Анджелес Ацтекс»      | Усього за «Лос-Анджелес Ацтекс»      | 61        | 29        |                    | -                  | -                  |                      | -                    | -                    |               | -             | -             | 61     | 29     |
| 1978                                 | «Форт-Лодердейл Страйкерс»           | NASL                                 | 9+5       | 4+2       | -                  | -                  | -                  | -                    | -                    | -                    | -             | -             | -             | 14     | 6      |
| 1979                                 | «Форт-Лодердейл Страйкерс»           | NASL                                 | 19        | 2         | -                  | -                  | -                  | -                    | -                    | -                    | -             | -             | -             | 19     | 2      |
| Усього за «Форт-Лодердейл Страйкерс» | Усього за «Форт-Лодердейл Страйкерс» | Усього за «Форт-Лодердейл Страйкерс» | 33        | 8         |                    | -                  | -                  |                      | -                    | -                    |               | -             | -             | 33     | 8      |
| 1979–80                              | «Гіберніан»                          | ПД                                   | 13        | 3         | КШ                 | 3                  | 0                  | -                    | -                    | -                    | -             | -             | -             | 16     | 3      |
| 1980                                 | «Сан-Хосе Ерзквейкс»                 | NASL                                 | 26        | 8         | -                  | -                  | -                  | -                    | -                    | -                    | -             | -             | -             | 26     | 8      |
| 1980–81                              | «Гіберніан»                          | 1Д                                   | 4         | 0         | КШЛ                | 2                  | 0                  | -                    | -                    | -                    | -             | -             | -             | 6      | 0      |
| 1981                                 | «Сан-Хосе Ерзквейкс»                 | NASL                                 | 30        | 13        | -                  | -                  | -                  | -                    | -                    | -                    | -             | -             | -             | 30     | 13     |
| Усього за «Сан-Хосе Ерзквейкс»       | Усього за «Сан-Хосе Ерзквейкс»       | Усього за «Сан-Хосе Ерзквейкс»       | 56        | 21        |                    | -                  | -                  |                      | -                    | -                    |               | -             | -             | 56     | 21     |
| 1982–83                              | «Борнмут»                            | 3Д                                   | 5         | 0         | -                  | -                  | -                  | -                    | -                    | -                    | -             | -             | -             | 5      | 0      |
| 1983–84                              | «Тобермор Юнайтед»                   | -                                    | -         | -         | КПІ                | 1                  | 0                  | -                    | -                    | -                    | -             | -             | -             | 1      | 0      |
| Усього за кар'єру                    | Усього за кар'єру                    | Усього за кар'єру                    | 581       | 208       |                    | 81                 | 32                 |                      | 34                   | 11                   |               | 8             | 3             | 706    | 256    |

### Статистика виступів за збірну

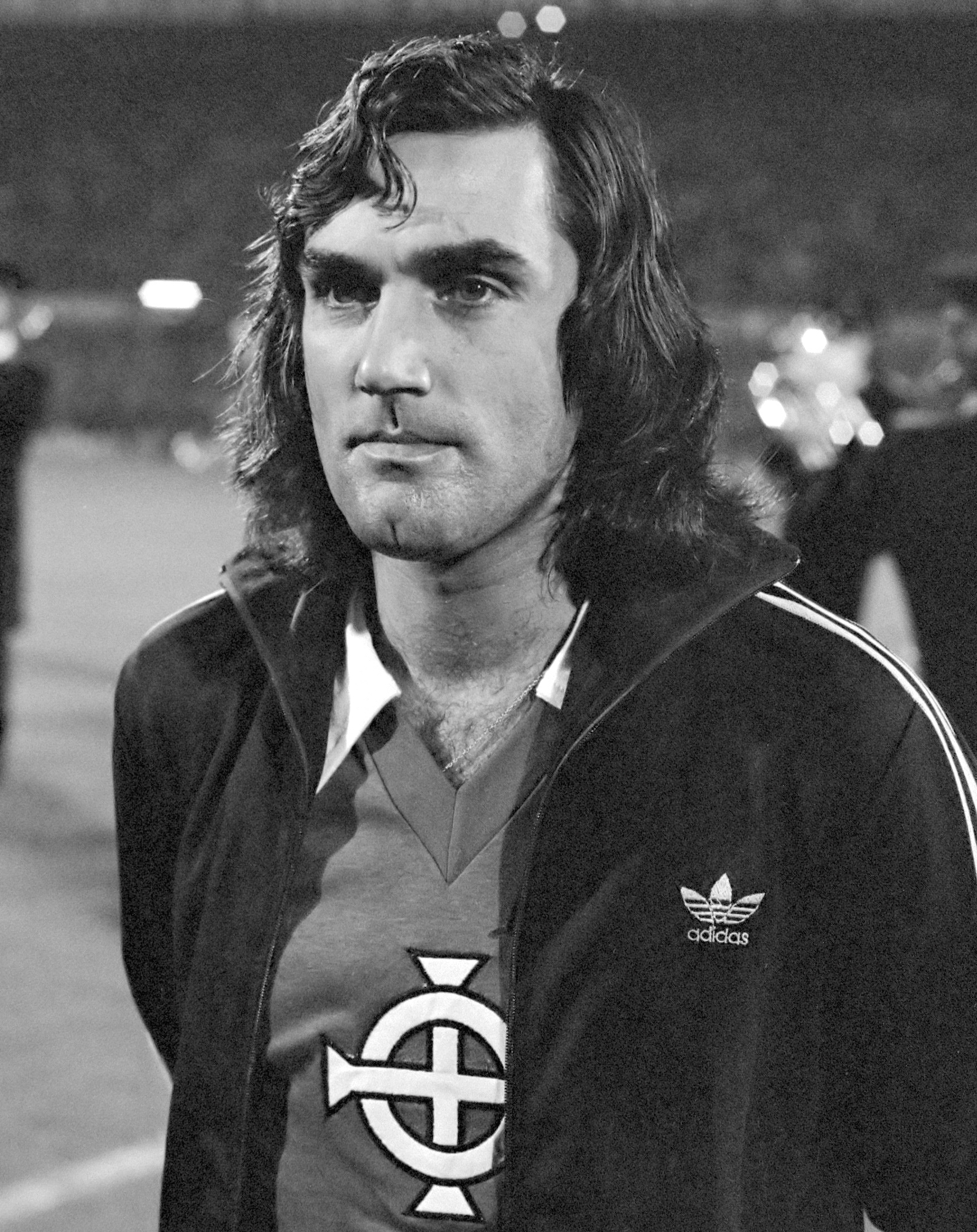
13 жовтня 1976 року.

| Північна Ірландія | Північна Ірландія | Північна Ірландія |
| Рік               | Ігри              | Голи              |
| ----------------- | ----------------- | ----------------- |
| 1964              | 6                 | 2                 |
| 1965              | 6                 | 1                 |
| 1966              | 1                 | 0                 |
| 1967              | 1                 | 0                 |
| 1968              | 1                 | 1                 |
| 1969              | 4                 | 0                 |
| 1970              | 4                 | 1                 |
| 1971              | 6                 | 4                 |
| 1972              | 2                 | 0                 |
| 1973              | 1                 | 0                 |
| 1974              | 0                 | 0                 |
| 1975              | 0                 | 0                 |
| 1976              | 2                 | 0                 |
| 1977              | 3                 | 0                 |
| Total             | 37                | 9                 |

| Дата       | Місто     | Господарі         | Результат | Гості             | Турнір            | Голи | Примітки |
| ---------- | --------- | ----------------- | --------- | ----------------- | ----------------- | ---- | -------- |
| 15/04/1964 | Кардіфф   | Уельс             | 2 – 3     | Північна Ірландія | товариський матч  | -    |          |
| 29/04/1964 | Белфаст   | Північна Ірландія | 3 – 0     | Уругвай           | товариський матч  | -    |          |
| 3/10/1964  | Лондон    | Англія            | 4 – 3     | Північна Ірландія | товариський матч  | -    |          |
| 14/10/1964 | Белфаст   | Північна Ірландія | 1 – 0     | Швейцарія         | Відбір до ЧС 1966 | -    |          |
| 14/11/1964 | Лозанна   | Швейцарія         | 2 – 1     | Північна Ірландія | Відбір до ЧС 1966 | 1    |          |
| 25/11/1964 | Глазго    | Шотландія         | 3 – 2     | Північна Ірландія | товариський матч  | -    |          |
| 17/03/1965 | Белфаст   | Північна Ірландія | 2 – 1     | Нідерланди        | Відбір до ЧС 1966 | -    |          |
| 7/04/1965  | Роттердам | Нідерланди        | 0 – 0     | Північна Ірландія | Відбір до ЧС 1966 | -    |          |
| 7/05/1965  | Белфаст   | Північна Ірландія | 4 – 1     | Албанія           | Відбір до ЧС 1966 | -    |          |
| 2/10/1965  | Белфаст   | Північна Ірландія | 3 – 2     | Ірландія          | товариський матч  | 2    |          |
| 10/11/1965 | Лондон    | Англія            | 2 – 1     | Північна Ірландія | товариський матч  | -    |          |
| 24/11/1965 | Тирана    | Албанія           | 1 – 1     | Північна Ірландія | Відбір до ЧС 1966 | -    |          |
| 20/10/1966 | Лондон    | Англія            | 2 – 0     | Північна Ірландія | Відбір до ЧЄ 1968 | -    |          |
| 21/10/1967 | Белфаст   | Північна Ірландія | 1 – 0     | Шотландія         | Відбір до ЧЄ 1968 | -    |          |
| 13/10/1968 | Белфаст   | Північна Ірландія | 4 – 1     | Туреччина         | Відбір до ЧС 1970 | 1    |          |
| 3/05/1969  | Белфаст   | Північна Ірландія | 1 – 3     | Англія            | товариський матч  | -    |          |
| 6/05/1969  | Глазго    | Шотландія         | 1 – 1     | Північна Ірландія | товариський матч  | -    |          |
| 10/05/1969 | Белфаст   | Північна Ірландія | 0 – 0     | Уельс             | товариський матч  | -    |          |
| 10/09/1969 | Белфаст   | Північна Ірландія | 0 – 0     | СРСР              | Відбір до ЧС 1970 | -    |          |
| 18/04/1970 | Белфаст   | Північна Ірландія | 0 – 1     | Шотландія         | товариський матч  | -    |          |
| 21/04/1970 | Лондон    | Англія            | 3 – 1     | Північна Ірландія | товариський матч  | -    |          |
| 25/04/1970 | Кардіфф   | Уельс             | 1 – 0     | Північна Ірландія | товариський матч  | -    |          |
| 11/11/1970 | Севілья   | Іспанія           | 3 – 0     | Північна Ірландія | Відбір до ЧЄ 1972 | -    |          |
| 3/02/1971  | Нікосія   | Кіпр              | 0 – 3     | Північна Ірландія | Відбір до ЧЄ 1972 | 1    |          |
| 21/04/1971 | Белфаст   | Північна Ірландія | 5 – 0     | Кіпр              | Відбір до ЧЄ 1972 | 3    |          |
| 15/05/1971 | Белфаст   | Північна Ірландія | 0 – 1     | Англія            | товариський матч  | -    |          |
| 18/05/1971 | Глазго    | Шотландія         | 0 – 1     | Північна Ірландія | товариський матч  | -    |          |
| 22/05/1971 | Белфаст   | Північна Ірландія | 1 – 0     | Уельс             | товариський матч  | -    |          |
| 22/09/1971 | Москва    | СРСР              | 1 – 0     | Північна Ірландія | Відбір до ЧЄ 1972 | -    |          |
| 16/02/1972 | Белфаст   | Північна Ірландія | 1 – 1     | Іспанія           | Відбір до ЧЄ 1972 | -    |          |
| 18/10/1972 | Софія     | Болгарія          | 3 – 0     | Північна Ірландія | товариський матч  | -    |          |
| 28/03/1973 | Белфаст   | Північна Ірландія | 1 – 1     | Португалія        | Відбір до ЧС 1974 | -    |          |
| 13/10/1976 | Роттердам | Нідерланди        | 2 – 2     | Північна Ірландія | Відбір до ЧС 1978 | -    |          |
| 10/11/1976 | Брюссель  | Бельгія           | 2 – 0     | Північна Ірландія | Відбір до ЧС 1978 | -    |          |
| 27/04/1977 | Дортмунд  | ФРН               | 5 – 0     | Північна Ірландія | товариський матч  | -    |          |
| 21/09/1977 | Белфаст   | Північна Ірландія | 2 – 0     | Ісландія          | Відбір до ЧС 1978 | -    |          |
| 12/10/1977 | Белфаст   | Північна Ірландія | 0 – 1     | Нідерланди        | Відбір до ЧС 1978 | -    |          |
| Усього     |           | Матчів            | 37        |                   | Голів             | 9    |          |

## Титули та досягнення
- Володар Кубка європейських чемпіонів (1): 1967-68
- Чемпіон Англії (2): 1964-65, 1966-67
- Володар Суперкубка Англії (2): 1965, 1967
- «Золотий м'яч» (1): 1968
- Найкращий футболіст Англії (1): 1968

## Виноски
1. ↑  7 great Manchester United number sevens — 2018. — ISSN 0021-1222
2. ↑  Best too small and light for local club as teen (talktalk.co.uk, 25 листопада 2005)[недоступне посилання з липня 2019] (англ.)
3. ↑  Fifty most stylish men of the past half century. Архів оригіналу за 12 вересня 2008. Процитовано 23 вересня 2008.
4. ↑  "Northern Ireland – Record International Players" [Архівовано 23 липня 2018 у Wayback Machine.]. RSSSF. Retrieved 19 March 2013.
5. Джордж Бест на сайті National-Football-Teams.com (англ.)